# Рожновье
Рожновье — деревня в Старопольском сельском поселении Сланцевского района Ленинградской области.

## История
Впервые упоминается в писцовых книгах Шелонской пятины 1499 года, как деревня Глазова Гора (Тарасова Гора) к северо-востоку от погоста и близ неё деревня Замогилье к северу от погоста в Сумерском погосте Новгородского уезда.
Как деревня Рожное она отмечена на карте Санкт-Петербургской губернии 1792 года А. М. Вильбрехта.
Смежные деревни: Рожновье, состоящая из 26 крестьянских дворов, Замогилье — из 20 дворов и Глазова Гора, упоминаются на карте Санкт-Петербургской губернии Ф. Ф. Шуберта 1834 года.

РОЖНОВЬЯ — усадище принадлежит барону Штакельбергу, число жителей по ревизии: 11 м. п., 14 ж. п.

ГЛАЗОВА ГОРА — деревня принадлежит барону Штакельбергу, число жителей по ревизии: 55 м. п., 43 ж. п.

ЗАМОГИЛЬЕ — деревня принадлежит барону Штакельбергу, число жителей по ревизии: 41 м. п., 46 ж. п.

ТАРАСОВА ГОРА — деревня принадлежит барону Штакельбергу, число жителей по ревизии: 96 м. п., 100 ж. п. (1838 год)

На карте профессора С. С. Куторги 1852 года на месте современной деревни отмечены деревни Глазова Гора, Рожновье из 26 дворов и Замогилье из 20 дворов.

ГЛАЗОВА ГОРА — деревня Павловского городового правления, по просёлочной дороге, число дворов — 10, число душ — 36 м. п.;

ГЛАЗОВА ГОРА — деревня господ Тиздель и Ковалинской, по просёлочной дороге, число дворов — 9;

ЗАМОГИЛЬЕ — деревня господ Тиздель и Ковалинской, по просёлочной дороге, число дворов — 17;

ТАРАСОВА ГОРА — деревня господ Тиздель и Ковалинской, по просёлочной дороге, число дворов — 38;

Деревни Глазова Гора, Замогилье и Тарасова Гора лежат в одном месте, носят общее название РОЖНОВЬЕ и имеют все три 250 жителей м. п. (1856 год)

ГЛАЗОВА ГОРА — деревня владельческая при озере Пенино, число дворов — 12, число жителей: 58 м. п., 61 ж. п.

ЗАМОГИЛЬЕ — деревня владельческая при озере Пенино, число дворов — 24, число жителей: 47 м. п., 67 ж. п.

ТАРАСОВА ГОРА — деревня владельческая при озере Пенино, число дворов — 27, число жителей: 83 м. п., 98 ж. п. (1862 год) 

Согласно документам 1867 года населённый пункт имел статус села, которое называлось Рожновье (Тарасова Гора), землевладельцем являлась госпожа С. Р. Ковалинская.
В XIX — начале XX века деревня административно относилась к Ложголовской волости 2-го земского участка 1-го стана Гдовского уезда Санкт-Петербургской губернии.
Согласно Памятной книжке Санкт-Петербургской губернии 1905 года деревня Тарасова Гора входила в Тарасовогорское сельское общество, а деревни Глазова Гора и Замогилье — в Глазовское.
С марта 1917 года деревни Глазова Гора и Тарасова Гора находились в составе Ложголовской волости Гдовского уезда.

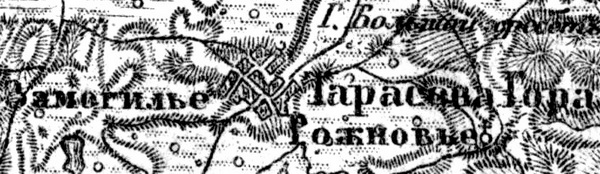
Деревня Рожновье на карте 1919 года

Согласно карте Петроградской и Эстляндской губерний издания 1919 года в деревне Рожновье находилась деревянная часовня.
С марта 1922 года, в составе Тарасовогорского сельсовета Ложголовской волости Кингисеппского уезда.
С августа 1927 года, в составе Осьминского района.
В 1928 году население деревни Глазова Гора составляло 214 человек, а Тарасова Гора — 176 человек.
По данным 1933 года деревни Глазова Гора и Тарасова Гора входили в состав Тарасовогорского сельсовета Осьминского района, в который входили 11 населённых пунктов: деревни Глазова Гора, Гонежа, Дретно, Дубо, Зелёная Роща, Коленец, Лесище, Осьминские Полоски, Передки, Струитино, Тарасова Гора, общей численностью населения 1597 человек.  Деревня Тарасова Гора являлась его административным центром.
1 января 1935 года деревня Глазова Гора была присоединена к деревне Тарасова Гора.
По данным 1936 года в состав Тарасовогорского сельсовета Осьминского района входили 9 населённых пунктов, 339 хозяйств и 9 колхозов.
С 1 августа 1941 года по 31 января 1944 года, германская оккупация.
С 1961 года, в составе Поречского сельсовета Сланцевского района.
С 1963 года, в составе Кингисеппского района.
По состоянию на 1 августа 1965 года деревни Рожновье и Тарасова Гора входили в состав Поречского сельсовета Кингисеппского района. С ноября 1965 года, вновь в составе Сланцевского района. В 1965 году население деревни составляло 91 человек.
По данным 1973 года деревня Рожновье входила в состав Поречского сельсовета.
По данным 1990 года деревня Рожновье входила в состав Овсищенского сельсовета.
В 1997 году в деревне Рожновье Овсищенской волости проживали 16 человек, в 2002 году — 27 человек (русские — 89 %).
В 2007 году в деревне Рожновье Старопольского СП проживали 24 человека, в 2010 году — 17 человек.

## География
Деревня расположена в восточной части района на автодороге 41К-027 (Старополье — Осьмино).
Расстояние до административного центра поселения — 20 км.
Расстояние до ближайшей железнодорожной станции Молосковицы — 80 км.

## Демография
| 1862 | 2007 | 2010 | 2017 |
| ---- | ---- | ---- | ---- |
| 181  | ↘24  | ↘17  | ↗20  |